# Septoria vignae
Septoria vignae är en svampart som beskrevs av Henn. 1907. Septoria vignae ingår i släktet Septoria och familjen Mycosphaerellaceae.   Inga underarter finns listade i Catalogue of Life.